# Lá kim loại

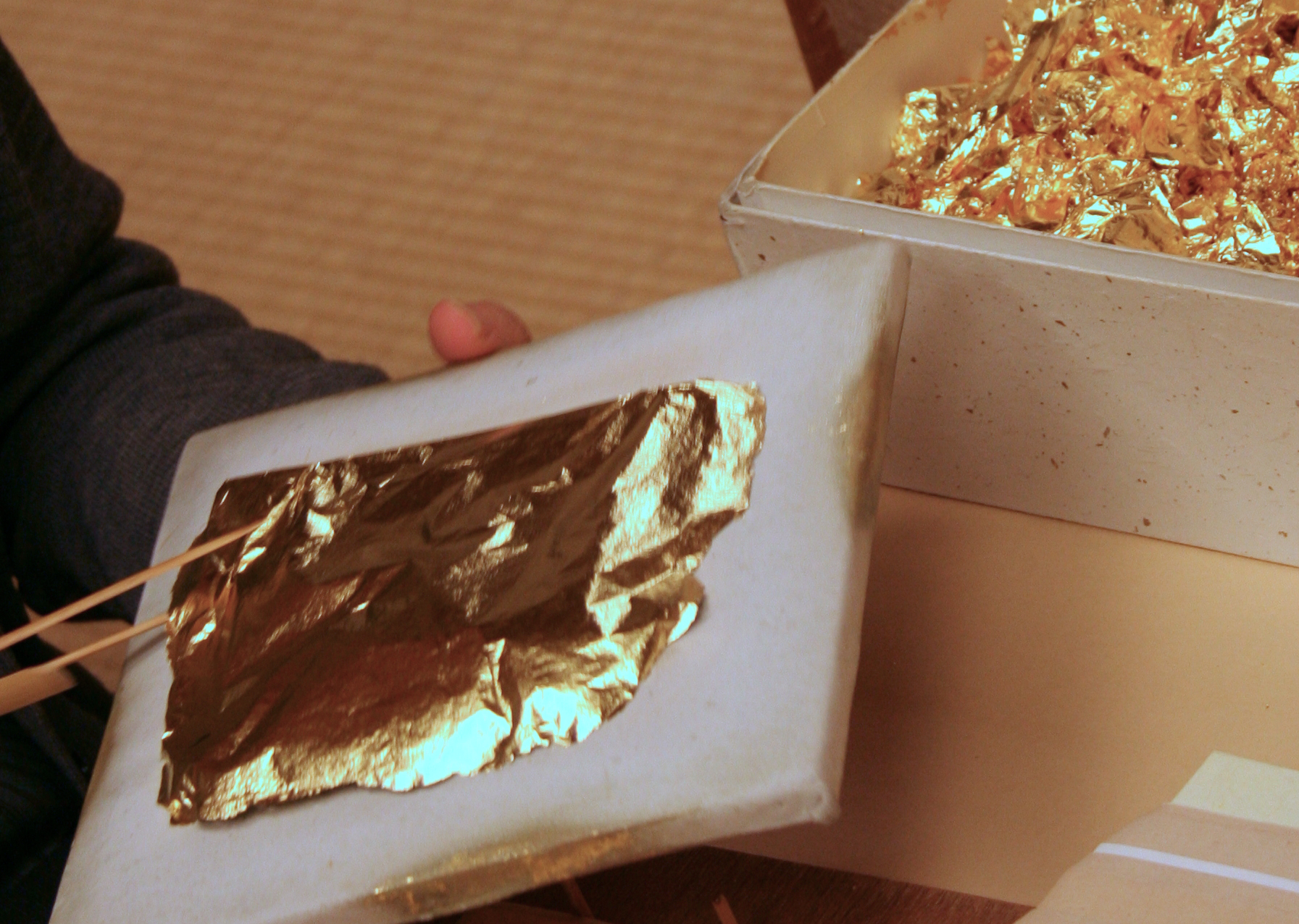
Chế biến lá kim loại

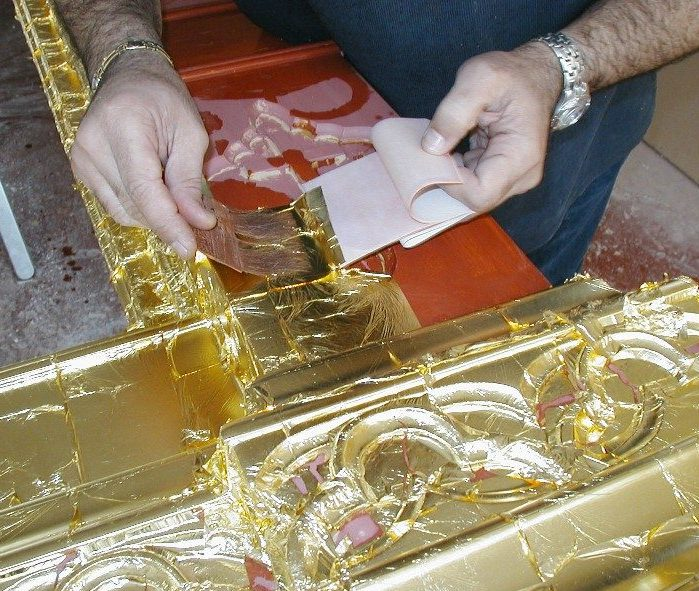
Lá vàng 22k áp dụng với bàn chải tóc trong quá trình mạ vàng

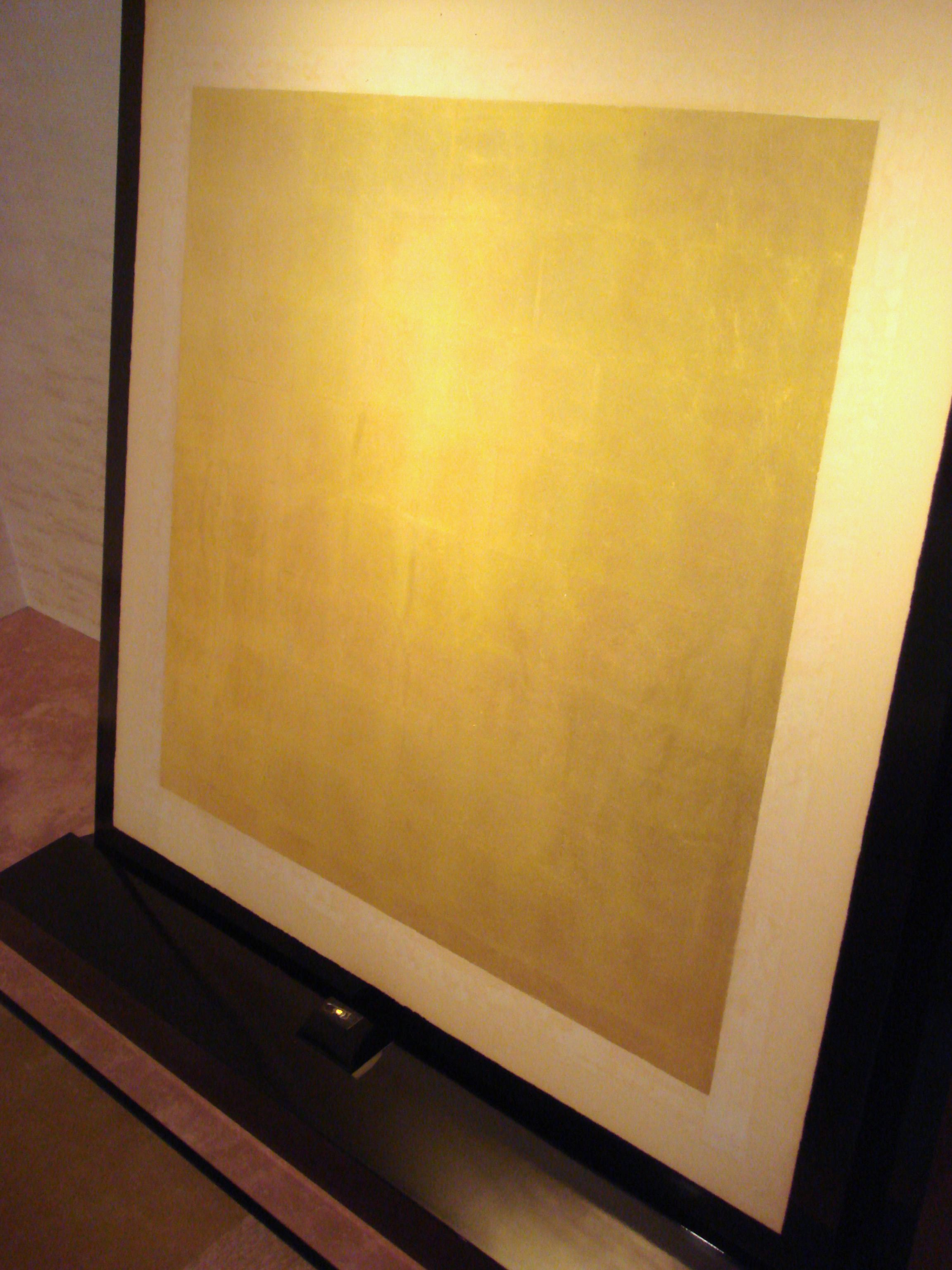
Một cục vàng nhỏ có đường kính 5 mm (phía dưới) có thể được mở rộng lên khoảng 20.000 lần so với bề mặt ban đầu của nó thông qua cán mỏng dùng búa, tạo ra bề mặt lá vàng rộng khoảng một nửa mét vuông với độ dày 0,2 -0,3 μm. Mỏ vàng Toi, Nhật Bản.

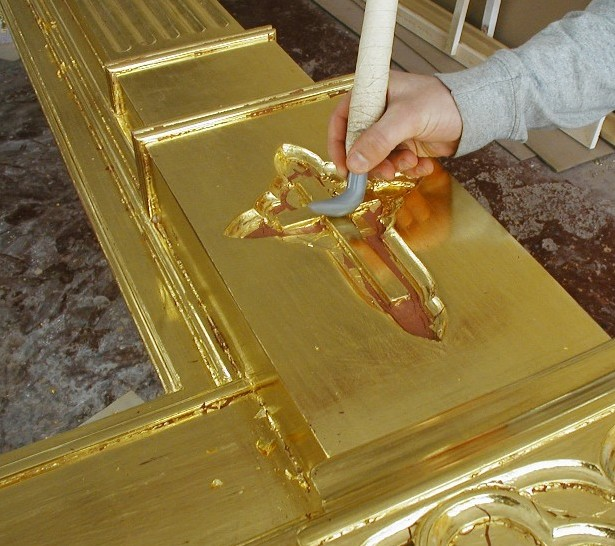
Đốt lá vàng bằng công cụ đá mã não trong quá trình mạ vàng

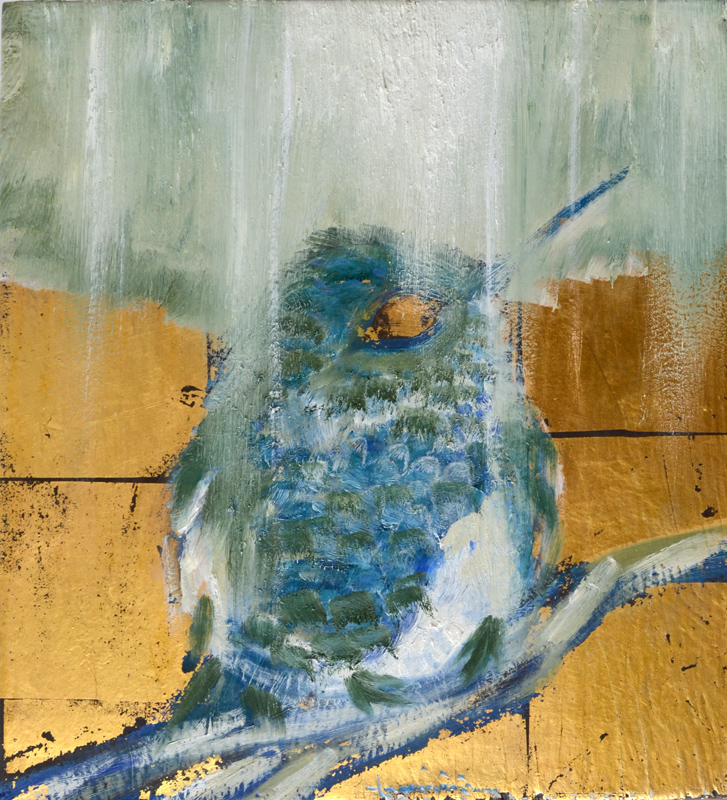
Evandro Angerami. Dầu và lá vàng. Brazil

Lá kim loại là một lá mỏng được ép từ kim loại, thường được sử dụng để trang trí. Lá kim loại có thể có nhiều sắc thái khác nhau. Một số lá kim loại có thể trông giống như lá vàng nhưng không chứa vàng thật. Loại lá kim loại này thường được gọi là lá giả.
Lá kim loại thường được làm từ các kim loại như vàng (trong đó có nhiều hợp kim), bạc, đồng, nhôm, đồng thau (đôi khi được gọi là "kim loại Hà Lan", thường gồm 85% đồng và 15% kẽm) hoặc palladi, đôi khi còn là bạch kim.
Vark là một loại lá bạc được sử dụng để trang trí trong ẩm thực Ấn Độ.
Cán mỏng vàng, một kỹ thuật sản xuất lá kim loại, đã được biết đến từ hơn 5.000 năm trước. Bây giờ, người ta sử dụng nó như một hình thức làm lá vàng phổ biến nhất trên thế giới.